# Alfonso Sánchez Delgado
Alfonso José Sánchez Delgado (Jaén, 14 febbraio 1987) è un ex cestista spagnolo, professionista nella Liga ACB.

## Palmarès
- Campionato spagnolo: 1

Málaga: 2005-06
- Copa del Rey: 1

Málaga: 2005